# Métro léger de Bergen
Le métro léger de Bergen (Bybanen i Bergen) est un réseau de métro léger dans la ville de Bergen en Norvège. Il est exploité, depuis 2010 et jusqu'en 2026, par Keolis Norge (en) filiale norvégienne de Keolis et transporte chaque année 12 millions de voyageurs.

## Histoire
Mis en service le 22 juin 2010, il relie dans un premier temps le centre de Bergen et le quartier de Nesttun dans le sud de la ville. Il comprend 9,8 kilomètres de voies et 15 stations. Le Bybanen est exploité par Fjord1 Partner (contrôlé à 51 % par Keolis) pour le compte de Skyss, l'autorité organisatrice des transports du comté de Hordaland.
Une extension de 3,6 km est inaugurée en juin 2013 étendant la ligne de Nesttun à Lagunen.
Une nouvelle extension de 7 km a été inaugurée en 2017, pour prolonger la ligne de Lagunen à l'aéroport de Bergen.
Bybanen AS prévoit une nouvelle extension au nord et à l'ouest dont la mise en service est prévue en 2022. Cette extension ajoutera 10 km de voies et un nouveau dépôt capable d'accueillir les 12 à 14 rames supplémentaires nécessaires pour le service.

## Matériel roulant
En 2013, la ville commande huit rames supplémentaires au constructeur suisse Stadler, pour une livraison en 2017.
Depuis 2017, le réseau est exploité avec 28 rames Variobahn de Stadler.